# Японсько-корейська угода (квітень 1905)
Японсько-корейський протокол від серпня 1905 року був укладений між Японською імперією та Корейською імперією в 1905 році. Переговори були завершені 1 квітня 1905 року.

## Положення угоди
Ця угода передає Японії відповідальність за поштові, телеграфні та телефонні послуги.
Положення протоколу охоплювали право видатної власності або засудження проти суспільної власності та проти приватної власності. У цьому контексті договір не передбачав жодних компенсацій або виплат, за винятком того, що Японія «повинна передати корейському уряду відповідний відсоток» прибутку.
У преамбулі договору стверджувалося, що Надзвичайний Посланник і Повноважний Міністр Його Величності Імператора Японії та Державний міністр закордонних справ Його Величності Імператора Кореї були «відповідно належним чином уповноважені» вести переговори та погоджувати конкретну мову запропонований двосторонній договір:
- Стаття І.

Імператорський уряд Кореї передає та призначає контроль і управління поштою, телеграфом і телефонним зв'язком у Кореї (за винятком телефонної служби, що належить виключно Департаменту Імператорського дому) Імператорському уряду Японії.
- Стаття II.

Земля, будівлі, меблі, інструменти, машини та всі інші прилади, пов'язані з системою зв'язку, вже створеною Імператорським урядом Кореї, згідно з цією Угодою будуть передані під контроль Імператорського уряду Японії. Органи влади обох країн, діючи разом, зроблять інвентаризацію землі, будівель та всіх інших реквізитів, згаданих у попередньому пункті, які будуть служити доказами в майбутньому.
- Стаття III.

Коли японський уряд вважає за необхідне розширити систему зв'язку в Кореї, він може привласнити землю та будівлі, що належать державі або приватним особам, першим без компенсації, а другим з належною компенсацією.
- Стаття IV.

Стосовно контролю за службою зв'язку та опіки над майном, пов'язаним з цим, Уряд Японії бере на себе відповідальність за належне управління. Витрати, необхідні для розширення послуг зв'язку, також несе Імператорський уряд Японії. Імператорський уряд Японії офіційно повідомляє Імператорський уряд Кореї про фінансовий стан системи зв'язку під його контролем.
- Стаття V.

Усі прилади та матеріали, які Імператорський уряд Японії вважає необхідними для контролю чи розширення системи зв'язку, звільняються від усіх мит і зборів.
- Стаття VI.

Імперський уряд Кореї має право підтримувати нинішню Раду зв'язку, якщо таке збереження не заважає контролю та розширенню послуг з боку уряду Японії. Уряд Японії для контролю та розширення послуг залучить якомога більше корейських чиновників і службовців.
- Стаття VII.

Стосовно домовленостей, раніше укладених урядом Кореї з урядами іноземних держав щодо поштових, телеграфних і телефонних послуг, уряд Японії від імені Кореї здійснює права та виконує зобов'язання, що відносяться до них…
- Стаття VIII.

Різноманітні конвенції та угоди, що стосуються послуг зв'язку, які досі існували між урядами Японії та Кореї, природно скасовуються або змінюються цією Угодою.
- Стаття IX.

Коли в майбутньому в результаті загального розвитку системи зв'язку в Кореї з'явиться певний достатній прибуток понад витрати, понесені урядом Японії на контроль і підтримку старих послуг, а також на їх розширення та вдосконалення, уряд Японії передає уряду Кореї відповідний відсоток такого прибутку.
- Стаття X.

Коли в майбутньому у фінансах корейського уряду з'явиться значний надлишок, контроль над їхніми послугами зв'язку може бути повернений, у результаті консультацій між двома урядами, до уряду Кореї.
Гаясі Ґонсуке, Надзвичайний Посланник і Повноважний Міністр (датований 1-м днем 4-го місяця 38-го року Мейдзі)
Ї Га Йонґ, державний міністр закордонних справ (датований 1-м днем 4-го місяця 9-го року Кванму)

## Рецисія

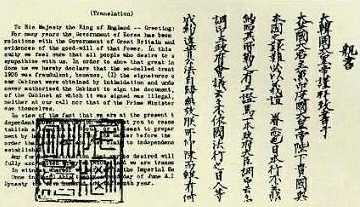
Аналіз «договору 1905 року» Коджоном — лише одна з багатьох спроб скасувати наслідки примусового процесу.

Цей «передбачуваний договір» був укладений у процесі примусу; і корейці намагалися спростувати небажані наслідки, представивши докази міжнародній спільноті. Наприклад,
- 1905: Імператор Корейської імперії Коджон написав особисто главам держав тих країн, які мають договори з Кореєю; і корейський уряд подав офіційні апеляції та надіслав офіційні телеграми[6], але ці дипломатичні жести були марними.
- 1907: У тому, що іноді називають «гаазькою таємною справою емісарів», корейські емісари безуспішно намагалися отримати міжнародну допомогу в рамках Гаазької конвенції 1907 року в Гаазі, Нідерланди в 1907 році.[7]
- 1921: корейські представники намагалися домогтися слухання на Вашингтонській військово-морській конференції 1921 року;[8] але зусилля були неефективними.

Цей договір було підтверджено як «вже недійсний» Базовим договором про відносини між Японією та Кореєю, укладеним у 1965 році. У 2010 році Японія стверджувала, що хронологічною точкою відліку для скасування «вже недійсного» договору було 15 серпня 1948 року, коли було створено уряд Республіки Корея. Ця точка зору заперечується корейським аналізом, який договір 1965 року тлумачить як основу визнання недійсними всіх японсько-корейських договорів і угод з 1904 року.